# Eremophila spuria
Eremophila spuria är en flenörtsväxtart som beskrevs av Chinnock. Eremophila spuria ingår i släktet Eremophila och familjen flenörtsväxter. Inga underarter finns listade i Catalogue of Life.